# Георги Петров (художник)
Вижте пояснителната страница за други личности с името Георги Петров.
Георги Петров е български художник.

## Биография
Роден на 17.11.1914 година в град Хасково. Рисува и се занимава с пластика от шест годишна възраст. Завършва художествената академия 1942 година в София. Следва фрескова живопис при проф. Дечко Узунов. От 1969 година до 1980 година два пъти е удостоен с наградата на София за живописни произведения и награден с отличие през 1981 година. Участва в общи и колективни изложби. Прави самостоятелна акварелна изложба във Виена през 1968 година.
Творби на художника са притежание на Градската художествена галерия - София, Видинската, Добричката и Националната галерия. Работи и в областта на монументалните изкуства, автор е на много фреска и мозайки в София и провинцията. Негови живописни произведения има и в частни сбирки и галерии в Австрия, Белгия, Германия, Швейцария и др.